# Stylogyne laxiflora
Stylogyne laxiflora là một loài thực vật có hoa trong họ Anh thảo. Loài này được (Benth. ex Mez) Mez miêu tả khoa học đầu tiên năm 1902.